# Grant County (Arkansas)
Das Grant County ist ein County im Bundesstaat Arkansas der Vereinigten Staaten. Der Verwaltungssitz (County Seat) ist Sheridan. Das County gehört zu den Dry Countys, was bedeutet, dass der Verkauf von Alkohol eingeschränkt oder verboten ist. Das Grant County ist Bestandteil der Metropolregion Little Rock.

## Geographie
Das County liegt südlich des geografischen Zentrums von Arkansas und hat eine Fläche von 1639 Quadratkilometern, wovon drei Quadratkilometer Wasserfläche sind. Es grenzt an folgende Countys:
|                   | Saline County | Pulaski County   |
| Hot Spring County |               | Jefferson County |
|                   | Dallas County | Cleveland County |

## Geschichte

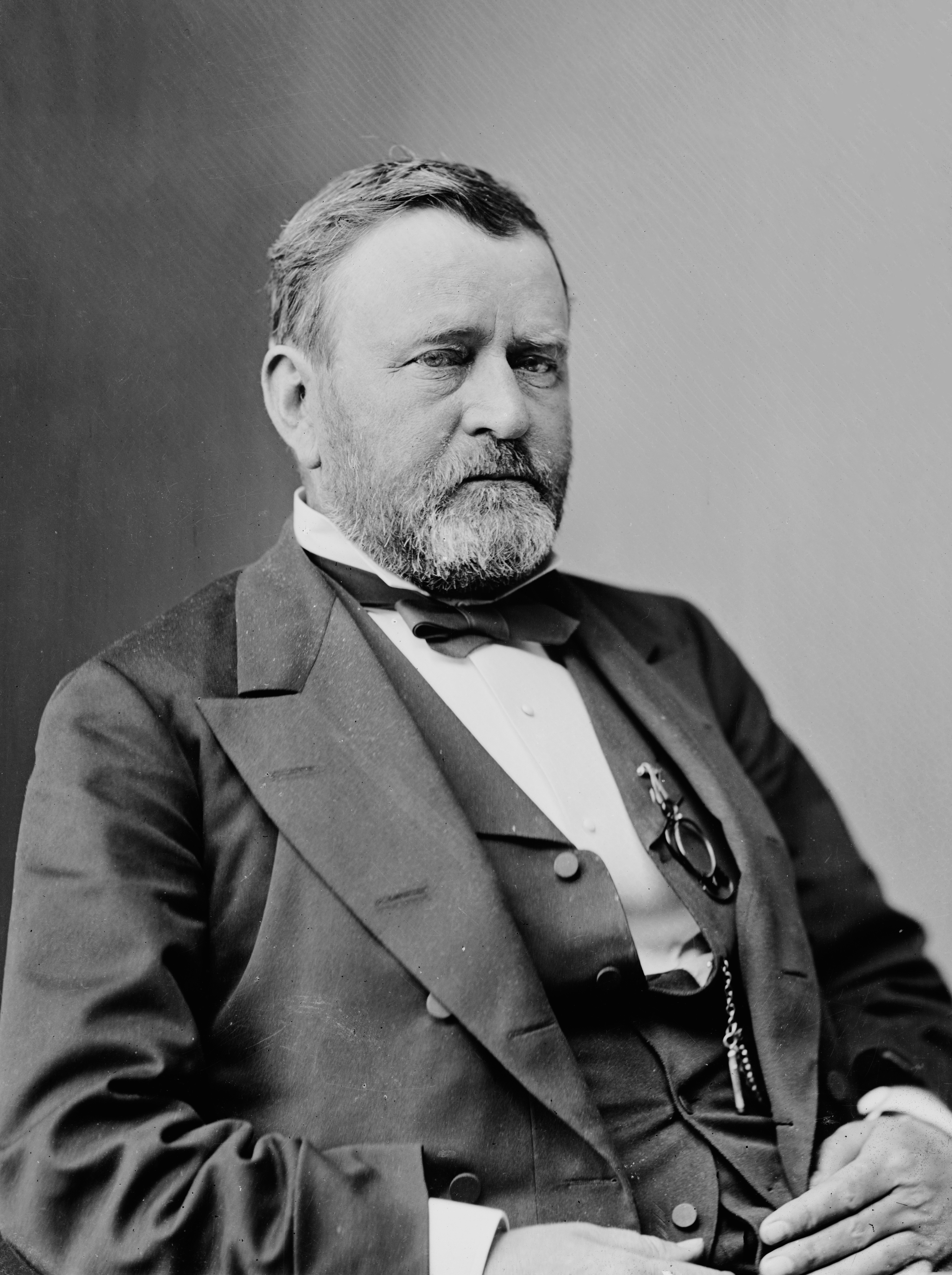
Ulysses S. Grant

Grant County wurde am 4. Februar 1869 aus Teilen des Hot Spring County, des Jefferson County und des Saline County gebildet. Benannt wurde es nach dem 18. US-Präsidenten Ulysses S. Grant.
Eine der ersten Straßen im County war ein Abschnitt des Camden Trails. Der westliche Teil des Countys wurde durch eine wagenfähige Straße mit Little Rock und Camden verbunden. Zur Überquerung des Flusses gab es fünf Fähren.

## Demografische Daten
Nach der Volkszählung im Jahr 2000 lebten im Grant County 16.464 Menschen in 6241 Haushalten und 4780 Familien. Die Bevölkerungsdichte betrug 10 Einwohner pro Quadratkilometer. Ethnisch betrachtet setzte sich die Bevölkerung zusammen aus 95,55 Prozent Weißen, 2,47 Prozent Afroamerikanern, 0,45 Prozent amerikanischen Ureinwohnern, 0,13 Prozent Asiaten, 0,03 Prozent Bewohnern aus dem pazifischen Inselraum und 0,64 Prozent aus anderen ethnischen Gruppen; 0,73 Prozent stammten von zwei oder mehr Ethnien ab. 1,15 Prozent der Bevölkerung waren spanischer oder lateinamerikanischer Abstammung, die verschiedenen der genannten Gruppen angehörten.
Von den 6241 Haushalten hatten 35,6 Prozent Kinder oder Jugendliche im Alter unter 18 Jahre, die mit ihnen zusammen lebten. 64,7 Prozent waren verheiratete, zusammenlebende Paare, 8,5 Prozent waren allein erziehende Mütter, 23,4 Prozent waren keine Familien. 20,4 Prozent aller Haushalte waren Singlehaushalte und in 9,0 Prozent lebten Menschen im Alter von 65 Jahren oder darüber. Die Durchschnittshaushaltsgröße lag bei 2,61 und die durchschnittliche Familiengröße bei 3,00 Personen.
25,9 Prozent der Bevölkerung waren unter 18 Jahre alt, 8,0 Prozent zwischen 18 und 24, 29,6 Prozent zwischen 25 und 44, 24,3 Prozent zwischen 45 und 64 und 12,2 Prozent waren 65 Jahre oder älter. Das Durchschnittsalter betrug 37 Jahre. Auf 100 weibliche kamen statistisch 98,5 männliche Personen und auf 100 Frauen im Alter von 18 Jahren und darüber kamen durchschnittlich 96,3 Männer.
Das jährliche Durchschnittseinkommen eines Haushalts betrug 37.182 USD, das Durchschnittseinkommen der Familien 42.901 USD. Männer hatten ein Durchschnittseinkommen von 31.842 USD, Frauen 22.098 USD. Das Prokopfeinkommen betrug 17.547 USD. 7,8 Prozent der Familien und 10,2 Prozent der Einwohner lebten unterhalb der Armutsgrenze.

## Kultur und Sehenswürdigkeiten

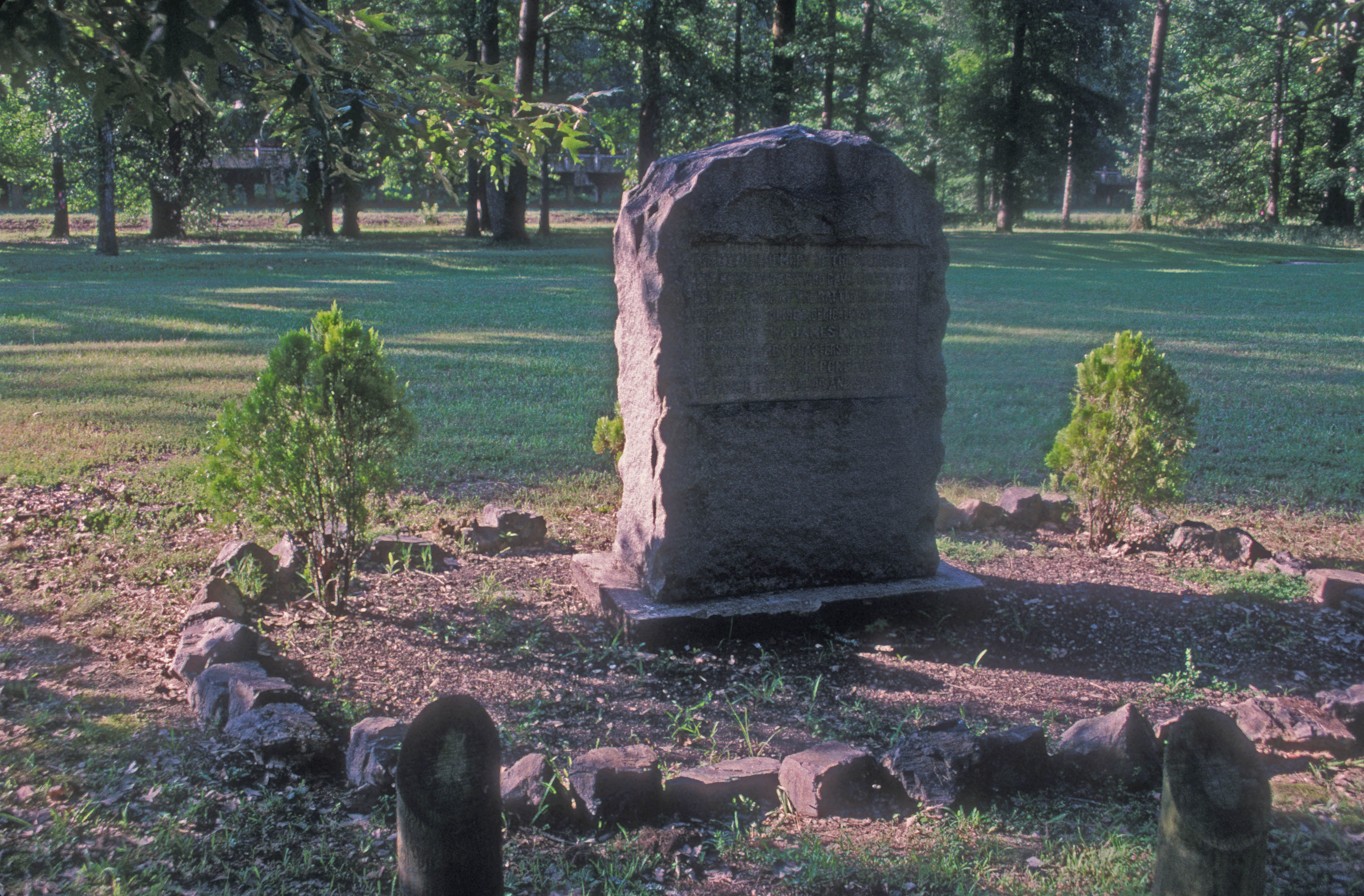
Gedenkstein für die gefallenen Konföderierten auf dem Jenkins’ Ferry Battleground (2007). Diese Stätte ist seit Januar 1970 ein National Historic Landmark.

Zehn Bauwerke und Stätten des Countys sind im National Register of Historic Places („Nationales Verzeichnis historischer Orte“; NRHP) eingetragen (Stand 24. Februar 2022), darunter hat Jenkins’ Ferry Battleground, der Schauplatz der Schlacht von Jenkins Ferry im Sezessionskrieg, den Status eines National Historic Landmarks („Nationales historisches Wahrzeichen“).

## Orte im Grant County
- Belfast
- Brush Creek
- Buie
- Cane Creek
- Carver
- Center Grove
- Cross Roads
- Dogwood
- Grapevine
- Lenham
- Leola
- Millerville
- Orion
- Poyen
- Prague
- Prattsville
- Sheridan
- Thiel
- Tull
- Walnut Ridge

Townships
- Calvert Township
- Darysaw Township
- Dekalb Township
- Fenter Township
- Franklin Township
- Madison Township
- Merry Green Township
- River Township
- Simpson Township
- Tennessee Township
- Washington Township